# Jevgenij Grisjin (vattenpolospelare)
Jevgenij Borisovitj Grisjin (ryska: Евге́ний Бори́сович Гри́шин), född 1 oktober 1959 i Moskva, är en före detta sovjetisk vattenpolospelare. Han tog OS-guld 1980 och OS-brons 1988 med Sovjetunionens landslag. Han är son till vattenpolospelaren Boris Grisjin och fäktaren Valentina Rastvorova.
Grisjin spelade åtta matcher och gjorde fem mål i den olympiska vattenpoloturneringen i Moskva. Han spelade sju matcher och gjorde fyra mål i den olympiska vattenpoloturneringen i Seoul.